# Бофорт (Ирландия)
Бофорт (англ. Beaufort; ирл. Lios an Phúca) — деревня в Ирландии, находится в графстве Керри (провинция Манстер).

## Демография
Население — 240 человек (по переписи 2006 года). В 2002 году население составляло 159 человек. 
Данные переписи 2006 года:
| Общие демографические показатели |               |                               |                               |      |      |
| Всё население                    | Всё население | Изменения населения 2002—2006 | Изменения населения 2002—2006 | 2006 | 2006 |
| 2002                             | 2006          | чел.                          | %                             | муж. | жен. |
| 159                              | 240           | 81                            | 50,9                          | 120  | 120  |